# Frances H. Arnold

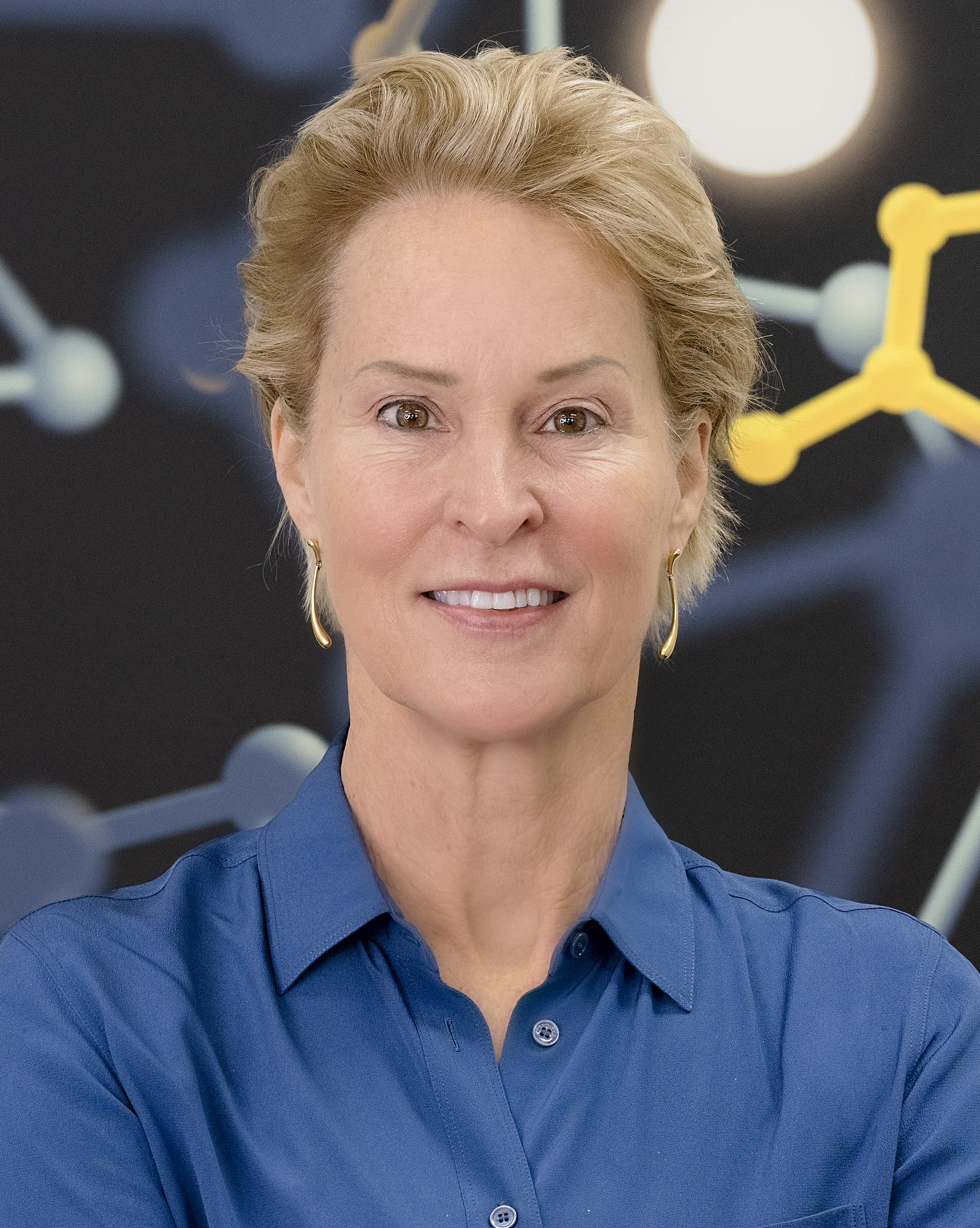
Frances H. Arnold (2021)

Frances Hamilton Arnold (* 25. Juli 1956 in Pittsburgh, Pennsylvania) ist eine US-amerikanische Biochemikerin und Chemieingenieurin.  Sie ist Professorin für Chemieingenieurwesen, Biochemie und Bio-Ingenieurwesen am California Institute of Technology (Caltech) und hält die Dick and Barbara Dickinson Professorship. Sie gilt als Pionier auf dem Gebiet der Gerichteten Evolution in der Chemie. Für ihre Leistungen wurde ihr 2018 der Nobelpreis für Chemie zugesprochen. Unter US-Präsident Joe Biden wurde sie gemeinsam mit Maria T. Zuber und Francis Collins Co-Vorsitzende des President’s Council of Advisors on Science and Technology.

## Leben
Arnold wuchs in einem Vorort von Pittsburgh, Pennsylvania auf als Tochter des Kerntechnikers William Howard Arnold. Sie ist die Enkelin des Generals William Howard Arnold. In ihrer Jugend protestierte sie gegen den Vietnamkrieg, zog aus Rebellion gegen ihr Elternhaus nach Washington D. C., wo sie die High School selbst durch Kellnern in einem Jazzclub und Taxifahren finanzierte, und war in Südamerika, um an einem Solarenergieprojekt mitzuwirken. Sie studierte Luftfahrttechnik und Maschinenbau an der Princeton University mit dem Bachelor-Abschluss 1979 und wurde 1985 an der University of California, Berkeley, in Chemie-Ingenieurwesen promoviert. Ihre Dissertation trug den Namen Design and scale-up of affinity separations. Ab 1986 war sie am Caltech.
2019 trat sie in Folge 18 der zwölften Staffel der Sitcom The Big Bang Theory als sie selbst auf.

## Werk
Sie ist bekannt als einer der Pioniere der Verwendung von Methoden gerichteter Evolution bei der Entwicklung neuer Proteine zum Beispiel für Medizin, Biokatalyse und Bio-Brennstoffe. Dabei wird DNA mit Fehlern (Mutationen) vervielfältigt und die vielversprechendsten Ergebnisse in Mikroben eingebaut zur gentechnischen Produktion der entsprechenden Proteine. Erste Versuche dazu unternahm sie 1996 bei der Optimierung eines natürlich in einer Bakterie vorkommenden Enzyms (Subtilisin E) für organische statt wässrige Umgebung. Sie hält über 30 US-Patente (2011) und beriet zahlreiche Biotechnologie- und Pharmaziefirmen, so  Merck Sharp & Dohme bei der Entwicklung des Diabetes-Medikaments Januvia.
Sie entwickelte Substanzen, die an Neurotransmitter koppeln und verbesserte Bildgebungsverfahren zur Erforschung des Gehirns versprechen, wo funktionelle Magnetresonanztomographie bisher vorwiegend auf Sauerstoffgehalt des Bluts basiert.
Auch die enzymatische Bildung von Kohlenstoff-Silizium-Bindungen wurde von ihrer Arbeitsgruppe beschrieben. Ebenso wurde eine hochselektive Methode der enzymatischen Darstellung eines Cyclopropan-Präkursors bei der Synthese von Ticagrelor beschrieben.
2005 war sie Mitgründerin von Gevo Inc., die Methoden zur Erzeugung von Bio-Brennstoffen entwickeln. Sie entwickelte ein Enzym, das unter anaeroben Bedingungen funktioniert und so hohe Kosten in der Belüftung spart. Sie arbeitet an Enzymen, die Biotreibstoff statt aus Zuckern aus Zellulose gewinnen.

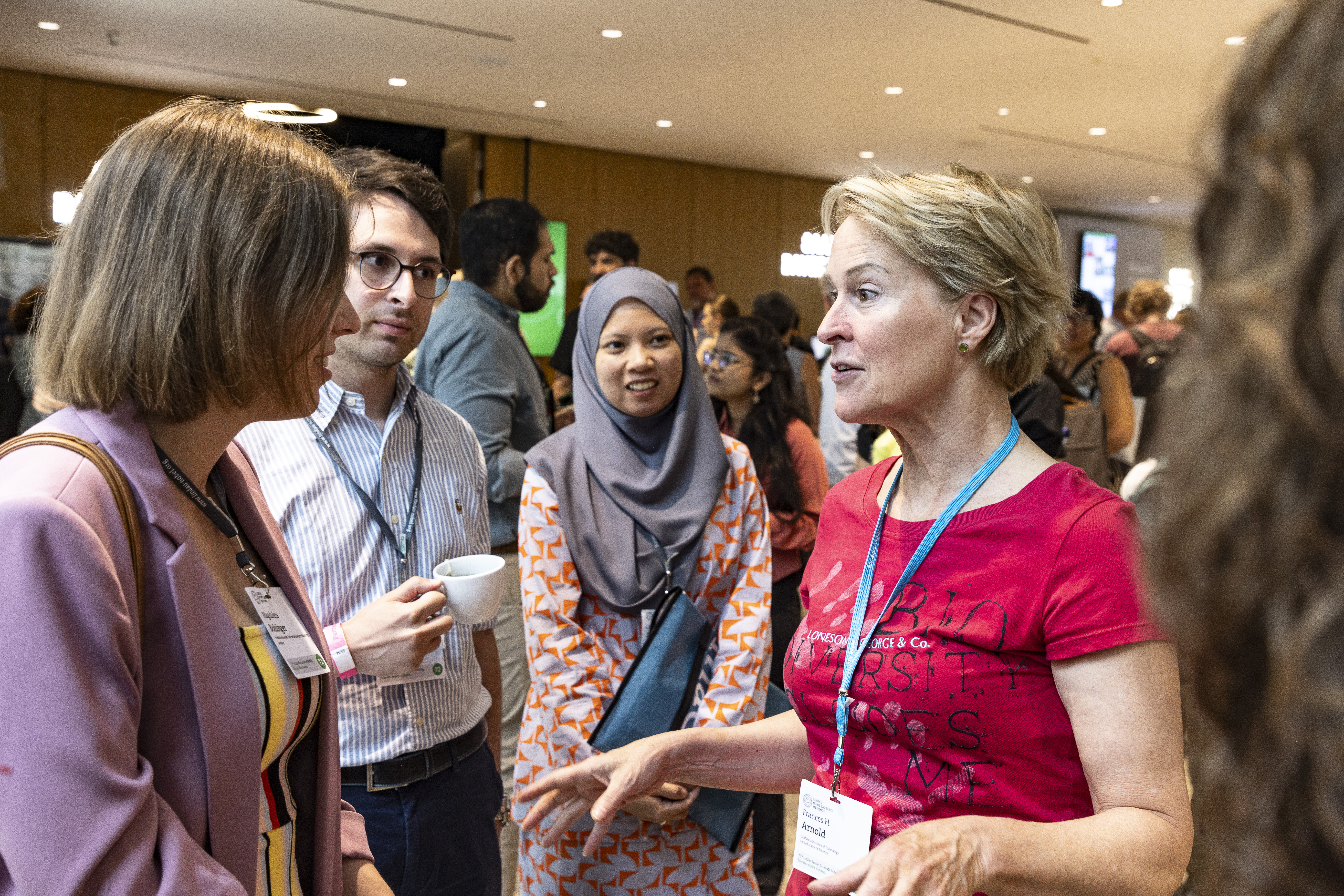
Frances Arnold im Gespräch mit jungen Wissenschaftlern während der 72. Tagung der Nobelpreisträger in Lindau 2023.

## Persönliches
Sie hat drei Söhne. 2005 erkrankte sie an Brustkrebs und unterzog sich einer Operation. Zu ihren Hobbys zählen Tauchen, Wandern, Fahrradfahren und Reisen.

## Ehrungen und Auszeichnungen
- Garvan-Olin-Medaille der American Chemical Society (2005)
- FASEB Excellence in Science Award (2007)
- Charles-Stark-Draper-Preis (2011), zusammen mit Willem Stemmer
- National Medal of Technology and Innovation (2011)
- Emanuel-Merck-Vorlesung an der TU Darmstadt (2013)
- Millennium Technology Prize (2016)
- Raymond and Beverly Sackler Prize in Convergence Research der National Academy of Sciences (2017)
- Nobelpreis für Chemie (2018)
- Bower Award and Prize for Achievement in Science (2019)
- Priestley-Medaille (2025)

## Mitgliedschaften
- National Academy of Engineering (2000)
- American Association for the Advancement of Science (2000)
- Institute of Medicine der National Academies der USA (2004)
- National Academy of Sciences (2008)
- American Academy of Arts and Sciences (2011)
- American Philosophical Society (2018)
- Päpstliche Akademie der Wissenschaften (2019)
- Royal Society (2020, auswärtiges Mitglied)

## Schriften
- mit K. Q. Chen: Enzyme engineering for nonaqueous solvents: random mutagenesis to enhance activity of subtilisin E in polar organic media. Biotechnology (N Y), Band 9, 1991, S. 1073–1077.
- mit K. Chen: Tuning the activity of an enzyme for unusual environments: sequential random mutagenesis of subtilisin E for catalysis in dimethylformamide. Proc Natl Acad Sci USA, Band 90, 1993, S. 5618–5622.
- Engineering proteins for unusual environments. FASEB J., Band 7, 1993, S. 744–749.
- mit K. Miyazaki: Exploring nonnatural evolutionary pathways by saturation mutagenesis: rapid improvement of protein function. J. Mol. Evol., Band 49, 1996, S. 716–720.
- Directed Evolution: Creating Biocatalysts for the Future. In: Chemical Engineering Science. Band 51, 1996, S. 5091–5102, doi:10.1016/S0009-2509(96)00288-6.
- mit J. C. Moore, H. M. Jin, O. Kuchner: Strategies for the in vitro Evolution of Protein Function: Enzyme Evolution by Random Recombination of Improved Sequences. In: Journal of Molecular Biology. Band 272, 1997, S. 336–347, pdf.
- mit H. Zhao: Functional and nonfunctional mutations distinguished by random recombination of homologous genes, Proc Natl Acad Sci. USA, Band 94, 1997, S. 7997–8000.
- mit H. Zhao: Optimization of DNA shuffling for high fidelity recombination. Nucleic Acids Res., Band 25, 1997, S. 1307–1308.
- mit H. Zhao, L. Giver, Z. Shao, J. A. Affholter: Molecular evolution by staggered extension process (StEP) in vitro recombination. Nat Biotechnology, Band 16. 1998, S. 258–261.
- mit L. You: Directed evolution of subtilisin E in Bacillus subtilis to enhance total activity in aqueous dimethylformamide, Protein Eng., Band 1996, 1994, S. 77–83.
- mit J. C. Moore: Directed evolution of a para-nitrobenzyl esterase for aqueous-organic solvents. Nature Biotechnology, Band 14, 1996, S. 458–467.
- mit Z. Shao, H. Zhao, L. Giver: Random-priming in vitro recombination: an effective tool for directed evolution. Nucleic Acids Res., Band 26, 1998, S. 681–683.
- mit L. Giver, A. Gershenson, P. O. Freskgard: Directed evolution of a thermostable esterase. Proc. Nat. Acad. Sci. USA, Band 95, 1998, S. 12809–12813.
- Design by Directed Evolution. In: Accounts of Chemical Research. Band 31, 1998, S. 125–131, pdf
- mit H. M. Zhao: Directed evolution coverts subtilisin E into a functional equivalent of thermitase. Protein Eng., Band 12, 1999, S. 47–53.
- mit K. Miyazaki: Exploring non-natural evolutionary pathways by saturation mutagenesis: rapid improvement of protein function. J. Mol. Evol., Band 49, 1999, S. 716–720.
- mit V. Sieber, C. A. Martinez: Libraries of hybrid proteins from distantly related sequences. Nature Biotechnology, Band 19, 2001, S. 456–460.
- mit C. A. Voigt, C. Martinez, Z. G. Wang, S. L. Mayo: Protein building blocks preserved by recombination. Nature Struct. Biology, Band 9, 2002, S. 553–558.
- mit Phillip A. Romero: Exploring protein fitness landscapes by directed evolution. In: Nature Reviews Molecular Cell Biology. Band 10, 2009, S. 866–876, doi:10.1038/nrm2805.
- The nature of chemical innovation: new enzymes by evolution. The Quarterly Review of Biology, Band 48, 2015, S. 404–410.
- Directed evolution: bringing new chemistry to life. Angew. Chem. Int. Ed., Band 57, 2018, S. 4143–4148.